# 聖維森特 (安蒂奧基亞省)
6°16′55″N 75°19′56″W / 6.28194°N 75.33222°W
聖維森特是哥倫比亞的城鎮，位於該國北部，由安蒂奧基亞省負責管轄，距離首府麥德林49公里，始建於1759年，面積243平方公里，海拔高度2,150米，2002年人口25,069，人口密度每平方公里103.16人。